# Bandlaguda
Bandlaguda es una ciudad censal situada en el distrito de Rangareddy en el estado de Telangana (India). Su población es de 12734 habitantes (2011). 

## Demografía
Según el censo de 2011 la población de Bandlaguda era de 12734 habitantes, de los cuales 6524eran hombres y 6210 eran mujeres. Badangpet tiene una tasa media de alfabetización del 80,72%, superior a la media estatal del 67,02%: la alfabetización masculina es del 86,65%, y la alfabetización femenina del 74,64%.